# Nederlandse Akkerbouw Vakbond
De Nederlandse Akkerbouw Vakbond (NAV) is een belangenorganisatie van en voor akkerbouwers in Nederland. Doelstelling is een redelijk inkomen voor akkerbouwers op korte en langere termijn te bewerkstelligen door onderhandelingen met de overheid te voeren en vakkennis te delen.
De vakbond werd op 2 juni 1993 opgericht door Jaap Korteweg, die vervolgens de eerste voorzitter werd.

## Voorzitters
- Jaap Korteweg 1993-1995
- Jaap de Koeijer 1995-2001
- Joop Droog 2001-2005
- Hanny van Geel 2005-2009
- Teun de Jong 2009-heden